# Andrej Plenković
Andrej Plenković (AFI: [ǎndreːj plěːŋkoʋitɕ] · ; Zagabria, 8 aprile 1970) è un politico e diplomatico croato, Primo ministro della Croazia dal 19 ottobre 2016.

## Biografia
Figlio di Mario Plenković, professore universitario attualmente residente in Slovenia, Andrej Plenković è sposato con l'avvocato Ana Maslać Plenković con la quale ha un figlio di nome Mario. All'inizio del novembre 2016 è stato riferito che la coppia aspetta il loro secondo figlio, la figlia Mila.
Nel 1992 si è laureato presso la facoltà di giurisprudenza all'Università di Zagabria. Durante il periodo universitario, Plenković ha partecipato attivamente all'associazione europea di studenti di giurisprudenza ELSA, di cui è stato presidente nel 1991. Come studente ha internato presso la London Law Firm Stephenson Harwood. Al Ministero degli affari esteri, ha completato un programma per diventare diplomatico e nel 1992 ha superato l'esame di consultazione presso l'Accademia diplomatica di Zagabria. Nel 2002 alla Facoltà di Giurisprudenza presso l'Università di Zagabria, finisce il suo master in diritto pubblico e privato internazionale (master di secondo livello o master avanzato).
Dal 1994 al 2002 ha ricoperto diversi ruoli all'interno del Ministero degli affari esteri, tra cui quello di capo del Dipartimento di integrazione europea e consigliere del ministro per gli affari europei. Dal 2002 al 2005 ha lavorato per l'Unione europea a Bruxelles. È stato inoltre responsabile del coordinamento delle attività politiche e successivamente, fino al 2010, era in servizio come vice ambasciatore in Francia, dove si è occupato di questioni politiche e organizzative.
Nel 2013 è stato deputato dell'Unione Democratica Croata al Parlamento croato (primi due anni della VII Legislatura).
Nel 2013 (prime elezioni dirette per il Parlamento Europeo in Croazia) e 2014 (elezioni europee del 2014) è stato eletto europarlamentare dell'HDZ (VII e parte della VIII Legislatura, membro del gruppo politico EPP), fino al 13 ottobre 2016 svolgeva le funzioni di presidente della Delegazione alla Commissione parlamentare di associazione UE-Ucraina e di vicepresidente della Commissione parlamentare per gli affari esteri.
Dal 17 luglio 2016 è presidente in carica dell'Unione Democratica Croata e dal 1º gennaio al 30 giugno 2020 è stato presidente del Consiglio dell'Unione europea.

## Governi Plenković

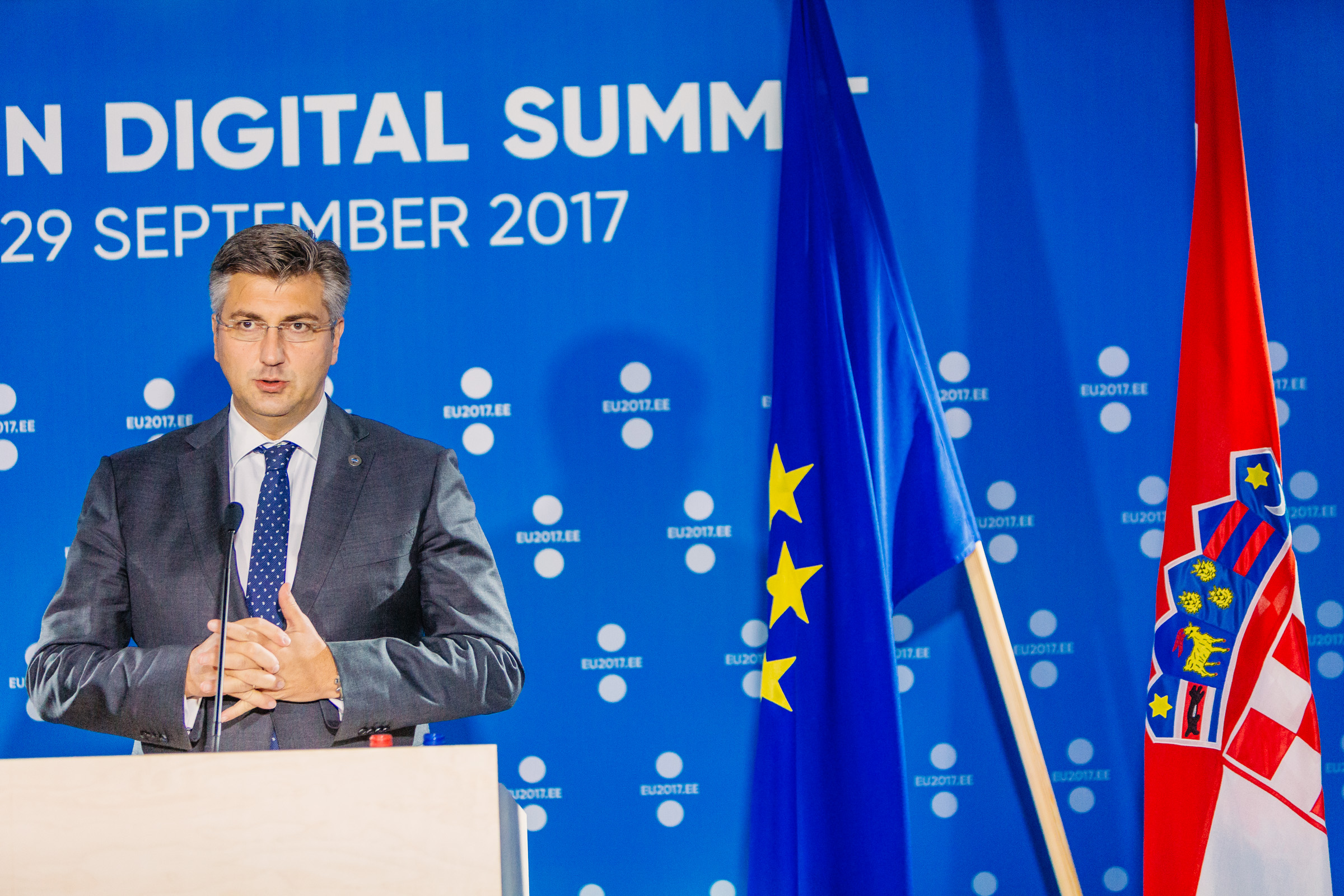
Andrej Plenković al Tallinn Digital Summit nel 2017

Nelle elezioni parlamentari croate svoltesi l'8 novembre 2015, non fu raggiunta la maggioranza stabile al Parlamento. Dopo dalla sfiducia parlamentare nei confronti del Governo Orešković il 16 giugno 2016 e dallo scioglimento del Parlamento; si inscenarono nuove elezioni politiche l'11 settembre 2016, che videro la vittoria dei conservatori dell'Unione Democratica Croata, guidato dallo stesso Plenković, il quale, il 10 ottobre, ricevette l'incarico da parte della presidente Kolinda Grabar-Kitarović di formare un nuovo governo. Il Governo Plenković, formato dall'Unione Democratica Croata (HDZ), dal Ponte delle Liste Indipendenti (Most) e da due ministri indipendenti, ha ottenuto la fiducia al Parlamento la sera del 19 ottobre 2016 con 91 voti favorevoli, 45 contrari e 3 astenuti (139 presenti da 151 deputati eletti). La stessa sera Plenković e suoi ministri hanno prestato il giuramento davanti al Parlamento. Da quel giorno Andrej Plenković ricopre così il ruolo di Primo Ministro (Presidente del Governo).
Il 27 aprile 2017 il Primo ministro ha rimosso tre ministri esponenti del partito Most, così terminando la coalizione HDZ-Most. Venerdì 28 aprile 2017 tutti i quattro ministri del Most hanno rassegnato le proprie dimissioni. Dal 28 aprile 2017 al 9 giugno 2017 il Governo funzionava come il governo di minoranza dell'HDZ. Nuova coalizione di governo, composta dall'Unione Democratica Croata (HDZ) e dalla maggioranza del Partito Popolare Croato - Liberal Democratici (HNS), è formata il 8 giugno 2017 e nuovi ministri hanno ottenuto la fiducia al Parlamento il 9 giugno 2017 con 78 voti favorevoli e 46 contrari (124 presenti da 151 eletti). Il 12 giugno 2017 vice primo ministro e ministro degli affari esteri ed europei Davor Ivo Stier (HDZ), insoddisfatto della nuova coalizione di governo, ha rassegnato le dimissioni; il Parlamento ha confermato Marija Pejčinović Burić (HDZ) come nuova vice primo ministro e ministro degli affari esteri ed europei il 19 giugno 2017 (78 voti favorevoli, 35 contrari, 113 presenti). Il 14 maggio 2018 Martina Dalić (HDZ) ha rassegnato le dimissioni come vice primo ministro e ministro dell'economia, imprenditoria ed artigianato (coinvolgimento nella scrittura del c.d. lex Agrokor - la legge Statale per il salvataggio dell'azienda privata Agrokor d.d. /Agrokor s.a./; l'affaire Agrokor 2017-2018).Il 25 maggio 2018 il Parlamento ha confermato Darko Horvat (HDZ) come nuovo ministro dell'economia, imprenditoria ed artigianato (77 voti favorevoli, 11 contrari; 88 presenti) e Tomislav Tolušić (HDZ), ministro dell'agricoltura, come nuovo vice primo ministro (77 voti favorevoli, 8 contrari; 85 presenti).

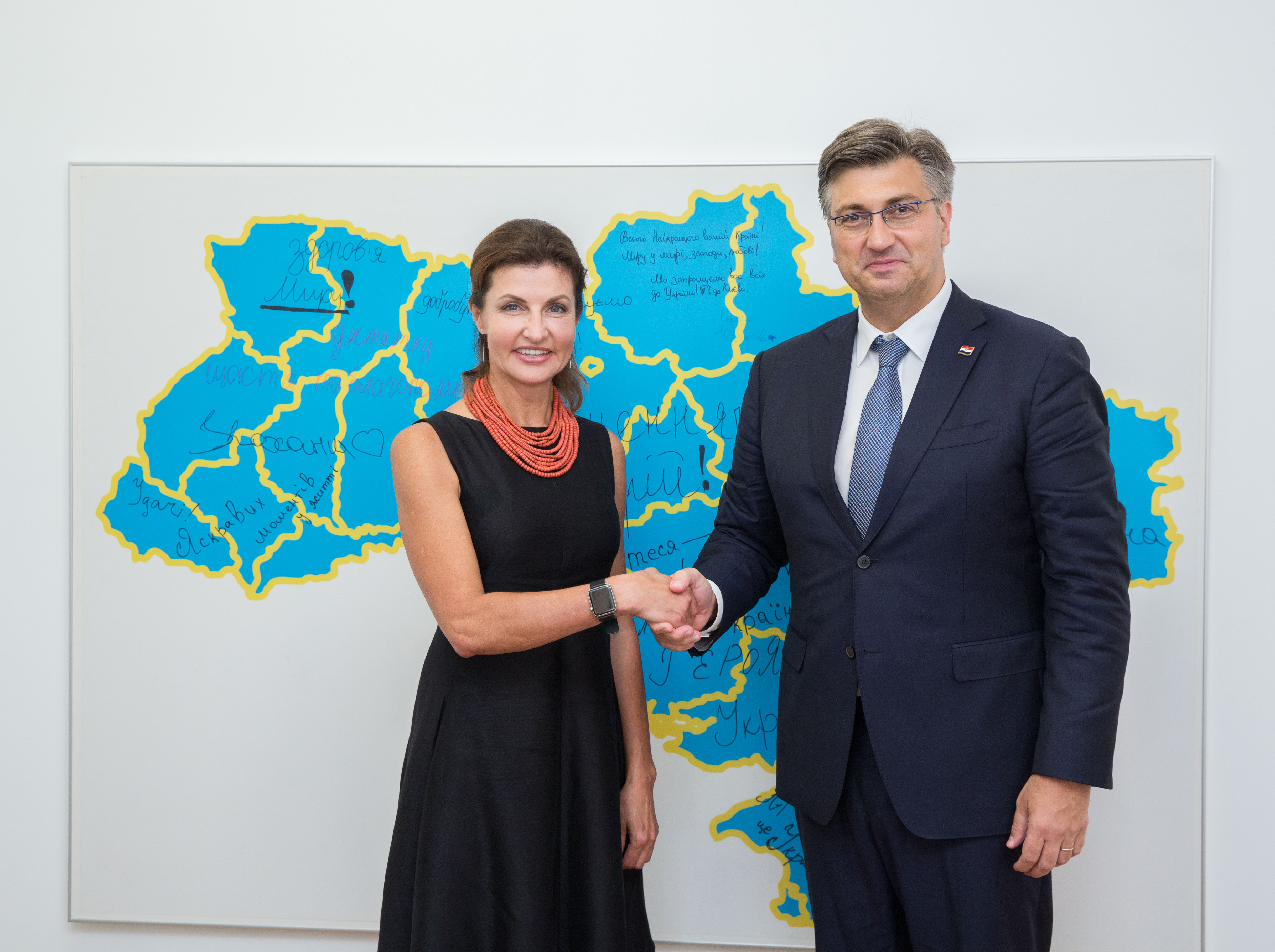
Plenković insieme alla First Lady ucraina Maryna Poroshenko in visita in Croazia il 20 agosto 2018.

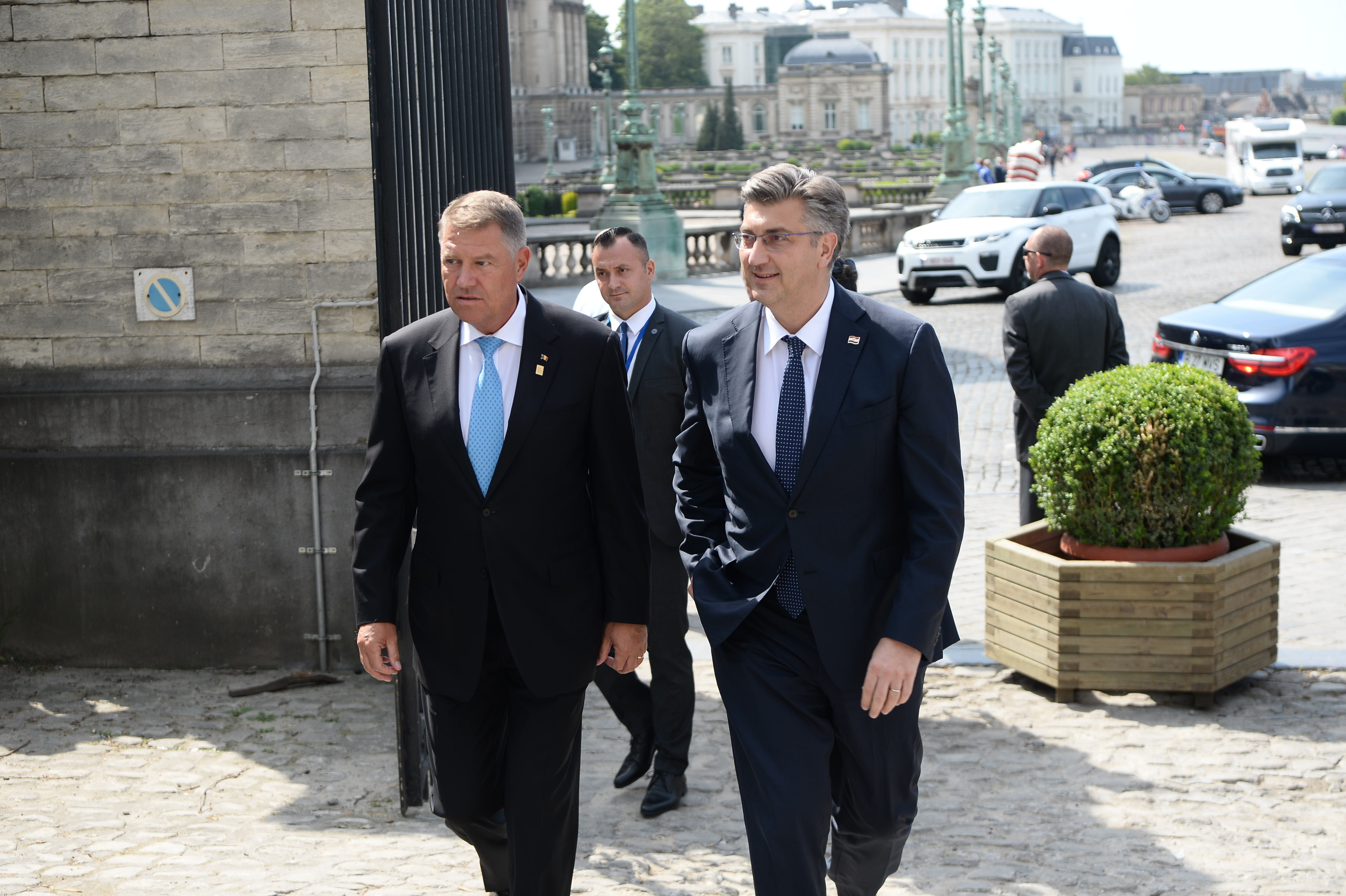
Andrej Plenković e il Presidente della Romania Klaus Iohannis al Summit del Partito Popolare Europeo il 30 giugno 2019.

In seguito alle elezioni parlamentari del 2020 si è costituito il Governo Plenković II.
Ha sostenuto l'integrazione europea. Il 12 luglio 2022 il Consiglio dell'Unione europea ha approvato l'adesione della Croazia all'area dell'Euro e l'8 dicembre 2022 l'ingresso nello Spazio Schengen.
In seguito alle elezioni parlamentari del 2024 si è costituito il Governo Plenković III.

## Posizioni politiche
I commentatori per lo più hanno descritto le posizioni politiche di Plenković come pro-europee e moderate, e le sue elezioni come un'eccezione in una tendenza euroscettica in Europa. Alcuni osservatori hanno descritto le sue posizioni come moderate conservatrici, o semplicemente come conservatrici.
Plenković descrisse la sua politica come "priva di estremi e populismo", e le sue opinioni politiche come di centro-destra.